# Конюхова Тетяна Георгіївна
Тетяна Георгіївна Конюхова (рос. Татья́на Гео́ргиевна Ко́нюхова; 12 листопада 1931, Ташкент, Узбецька РСР, СРСР — 2 квітня 2024) — радянська і російська актриса театру і кіно українського походження. Заслужена артистка РРФСР (1964). Народна артистка РРФСР (1991). Нагороджена орденами і медалями.

## Біографічні відомості
Закінчила Всесоюзний державний інститут кінематографії (1955, майстерня Б. Бібікова і О. Пижової, педагог В. В. Ванін).
У 1956—1992 роки була актрисою Театру-студії кіноактора.
У 1950-х роках Конюхова була однією з найпопулярніших актрис радянського кіно. Зіграла більш ніж в шістдесяти фільмах. Знялася у кількох кінострічках українських кіностудій.
Професор кафедри режисури та майстерності актора Московського державного університету культури і мистецтва.

## Фільмографія
- «Спортивна честь» (1951, подруга Тоні)
- «Доля Марини» (1953, Галя; Київська кіностудія ім. О. Довженка)
- «Запасний гравець» (1954, гімнастка Валентина (Валя) Олешко)
- «Доброго ранку» (1955, Катя)
- «Різні долі» (1956, Соня Орлова)
- «Перші радощі» (1956, Ліза Мєшкова)
- «Вольниця» (1956, Анфіса, побіжна дружина купця Бляхіна)
- «Гори, моя зоре» (1957, Неля Булатова, Київська кіностудія ім. О. Довженка)
- «Незвичайне літо» (1957, Ліза Мєшкова)
- «Над Тисою» (1958, Терезія Симак)
- «Олеко Дундич» (1958, Даша, червоноармієць)
- «Зорі назустріч» (1959, Варвара Миколаївна Сапожкова)
- «Клишоногий друг» (1959, Валентина, дресирувальниця собак)
- «Сонце світить всім» (1959, Тася, дружина Миколи)
- «Час літніх відпусток» (1960, Анна Іллівна Горєлова)
- «Брати Єршови» (1960)
- «Кар'єра Діми Горіна» (1961, Галя Берьозка, бригадир)
- «Як я був самостійним» (1962, к/м, Олена Журавльова, мати першокласника Альоші)
- «Вашингтонська історія» (1962, фільм-спектакль; Фейс Венс)
- «Травнева ніч, або Утоплена» (1962, Ганна)
- «Бий, барабане!» (1962, Арсеньєва, секретар райкому комсомолу)
- «Ти не один» (1963, Ксенія Кольцова)
- «Над пустелею небо» (1963, Варя, геолог)
- «Одруження Бальзамінова» (1964, Хімка)
- «Страчені на світанку…» (1964, Анна Іллівна)
- «Ні і так» (1966, Зінаїда Павлівна)
- «Місячні ночі» (1966, Ірина, іхтіолог)
- «Коріння» (1966, фільм-спектакль)
- «На переправі» (1966, фільм-спектакль)
- «Таємничий чернець» (1967, Зінаїда Павлівна)
- «Зірки і солдати» (1967, Єлизавета; СРСР—Угорщина)
- «А я їду додому» (1968, к/м; дружина Михалича; реж. Микита Михалков, ВДІК)
- «Мій злочин» (1969, фільм-спектакль; Мадлен Вердьє)
- «Розтоптані петуньї» (1969, фільм-спектакль; Дороті Сімпл)
- «Один із нас» (1970, співробітниця НКВД)
- «Крутий горизонт» (1970, Анна; Київська кіностудія ім. О. Довженка)
- «Сонце на стіні» (1970, фільм-спектакль; Марина, лікар)
- «Андрій Колобов» (1970, фільм-спектакль; Інга)
- «Хроніка ночі» (1972, Ліз Стюарт)
- «Таємниця предків» (1972, Любов Ігорівна)
- «Ще не вечір» (1974, Любов Петрівна)
- «Тільки удвох» (1976, Міусова)
- «Москва сльозам не вірить» (1979, камео)
- «Ангел мій». Кіноальманах «Молодість», випуск 1-й (1978, мати)
- «Все попереду» (1980, мати Люби)
- «Друге народження» (1980, Марія Василівна, мати Гени Русанова; Одеська кіностудія)
- «Депутатська година» (1980, партпрацівник; Одеська кіностудія)
- «Портрет дружини художника» (1981, Варя Нікітенко)
- «Несподівано-негадано» (1982, сусідка Жанни)
- «Радуниця» (1984, Ольга)
- «Снайпери» (1985, Нікіфорова, майор)
- «На золотому ґанку сиділи…» (1986, цариця)
- «Особистий інтерес» (1986, дружина голови колгоспу Кунцевича)
- «Позика на шлюб» (1987, Валентина)
- «Щеня» (1988, Олександра Володимирівна, завуч; Одеська кіностудія)
- «Тихий ангел пролетів…» (1995, к/м, ВДІК)
- «Удар Лотоса 2» (2002)
- «Даша Васильєва. Любителька приватного розшуку-4». «Хобі бридкого каченя», фільм 1 (2005, Маріанна Октябрьська)
- «Екстрений виклик» (фільми № 1 «Зайвий свідок» і № 2 «Доктор смерть») (2006, Анна Ніколаєвська)
- «Останній наказ генерала» (2006, Нора Антонівна, дружина генерала Георгія Даниловича)
- «Довгоочікуване кохання» (2008, Євгенія Василівна; Росія—Україна)
- «Селище» (2008, Дар'я)
- «Сплячий і красуня» (2008, Марія Олексіївна; Росія—Україна)
- «Троє з площі Карронад» (2008, т/с; баба Віра)
- «Принцеса та жебрачка» (2009, Ольга Теодорівна, мешканка московської комунальної квартири)
- «Золота рибка в місті N» (2010, тітка Катя)
- «Збережені долею» (2011, Вероніка Вітольдівна Кошинська)

Озвучування:
- «Фантомас» (1964, журналістка газети «Світанок» Елен, наречена Фандора — роль Мілен Демонжо)
- «Фантомас розлютився» (1965, журналістка газети «Світанок» Елен, наречена Фандора — роль Мілен Демонжо)
- «Фантомас проти Скотланд-Ярда» (1966, журналістка газети «Світанок» Елен, наречена Фандора — роль Мілен Демонжо)
- «Про вбивство — на першу шпальту» (1972,)
- «Гіркий урок» (1973)
- «Ціна щастя» (1976, вдова Рухсара — роль Шафіги Мамедової)